# Mathias Krigbaum
Mathias Krigbaum (født 3. februar 1995) er en tidligere dansk cykelrytter og nuværende teammanager på DCU-holdet Team Cranks.

## Meritter

### Landevej
2011
Vinder af European Youth Olympic Festival enkeltstart
2012
Vinder af  Junior-EM i enkeltstart
Vinder af etape 2b i Tour du Pays de Vaud
2. plads samlet i Niedersachsen-Rundfahrt
Vinder af 2. etape
5. plads i Junior-VM i enkeltstart
2013
Vinder samlet i Sint-Martinusprijs Kontich
Vnder af Prologue & 2. etape
2. plads i Junior-VM i enkeltstart
9. plads i Junior-EM i enkeltstart

### Bane
2012
Vinder af  Junior europamester i holdforfølgelse (med Mathias Møller Nielsen, Elias Busk og Jonas Poulsen)
 Dansk mester i Omnium
 Dansk juniormester i holdforfølgelse (med Jonas Poulsen, Patrick Olesen og Nicklas Pedersen Bøje)
 Dansk juniormester i pointløb
 Dansk juniormester i Omnium
2. plads i Europæisk juniormester i Madison
2013
 Junior-verdensmester i Madison (med Jonas Poulsen)

## References
1. ↑  "Mathias Krigbaum". ProCyclingStats. Hentet 5. januar 2019.